# Бутират натрію
Бутират натрію є сполукою з формулою Na(C3H7COO). Це натрієва сіль масляної кислоти.
Має різні впливи на культивовані клітини ссавців, зокрема гальмування проліферації, індукцію диференціації та активацію або пригнічення експресії генів. Таким чином, його можна використовувати в лабораторних умовах для досягнення будь-якого з цих ефектів. Зокрема, обробка клітин бутиратом призводить до гіперацетилювання гістонів, а сам бутират інгібує активність деацетилази гістонів (HDAC) класу I, зокрема HDAC1, HDAC2, HDAC3. Він також може використовуватися для вивчення гістонової деацетиляції у структурі та функції хроматину. Вважається, що інгібування активності HDAC впливає лише на експресію 2 % генів ссавців.
У лабораторії натрієвий бутират зазвичай представлений у вигляді білої, водорозчинної кристалічної твердої речовини. Ця хімічна сполука відома своїм дуже різким і неприємним запахом, що довго залишається у повітрі. При роботі з бутиратом натрію рекомендується використовувати рукавички, захисні окуляри та респіратор для безпеки.
Ця сполука також міститься в раціоні людини, зокрема вона у великій кількості виробляється в кишці при ферментації харчових волокон, а також присутня в пармезані та вершковому маслі. Проте найпоширенішим джерелом бутирату натрію в кишці є споживання бобових.